# 니시다 미쓰기

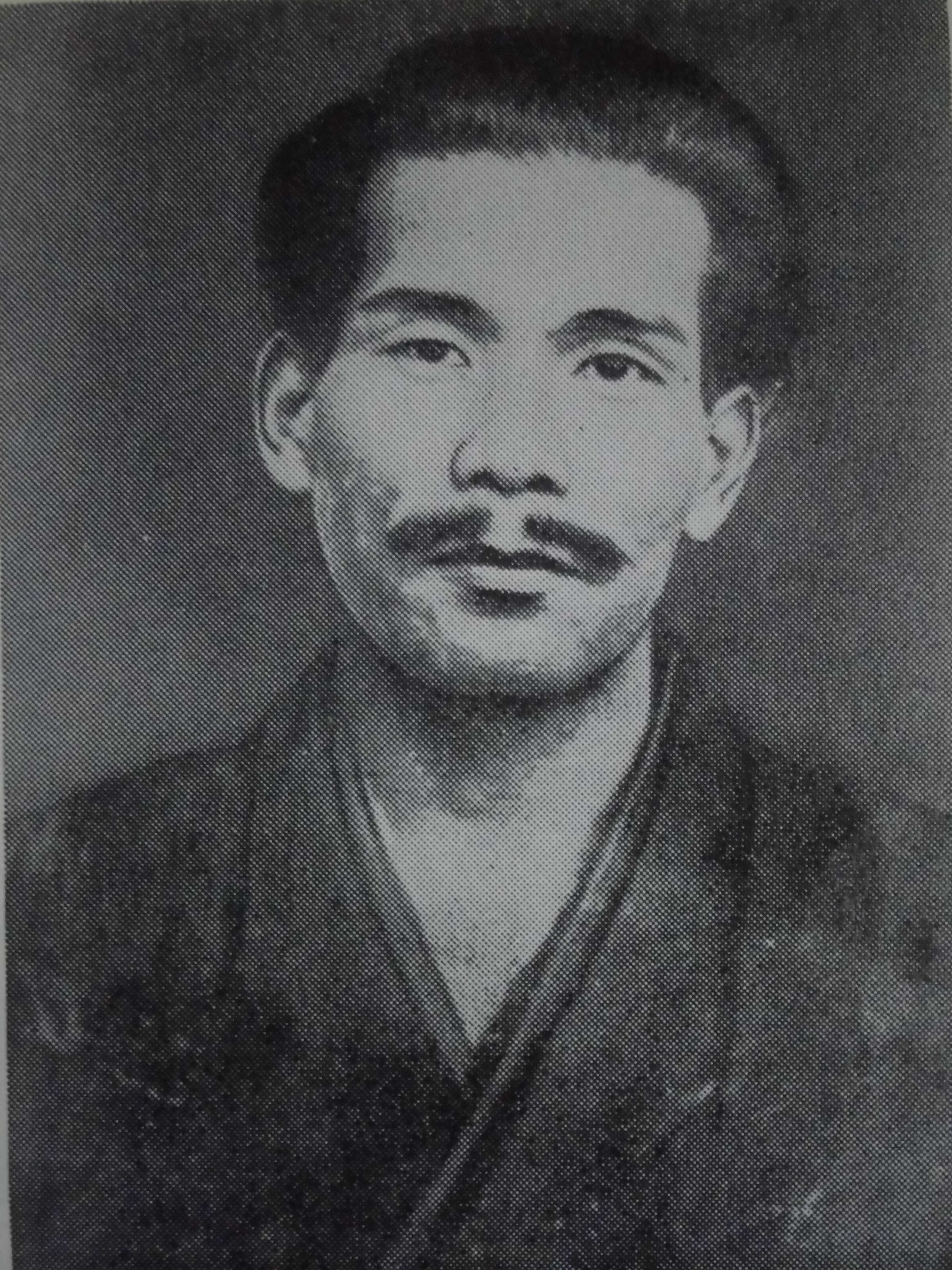
중년의 니시다. 정확한 연대는 불명.

니시다 미쓰기(일본어: 西田 税: 1901년(메이지 34년) 10월 3일-1937년(쇼와 12년) 8월 19일)는 일본의 육군 군인, 사상가다. 육군 출신 재야우익사상가로서 재야와 육군 청년장교단을 연결하는 "혁명 브로커" 역할을 했다. 『일본개조법안대강』을 저술한 기타 잇키의 하수인 내지 수제자로서 그 영향을 받아 국가혁신의 뜻을 더욱 확대하였다. 니시다의 사상을 황도파 청년장교단이 신봉했다. 그 결과 1936년 황도파 청년장교단의 쿠데타 2·26 사건이 실패로 돌아간 뒤 니시다와 기타는 쿠데타 준비 과정에는 전혀 관여하지 않았음에도 체포되어 이듬해 사형당했다.

## 생애
1901년(메이지 34년) 10월 3일 돗토리현 사이하쿠군 요나고정(현 요나고시 바쿠로정)에서 불구(불교용품) 가게 집안에서 차남으로 태어났다. 1914년(다이쇼 3년) 소학교를 졸업하고 동년 4월 요나고중학교에 입학했다. 1915년(다이쇼 4년) 히로시마 육군지방유년학교에 입학, 1918년(다이쇼 7년) 7월 수석으로 졸업한다. 동년 9월 육군중앙유년학교에 입학한다. 1919년(다이쇼 8년) 10월 미야모토 스스무, 미요시 다쓰지, 가타야마 시게오 등을 알게 된다. 미야모토를 통해 니시오카 모토사부로를 알게 되고 니시오카를 통해 흑룡회 기관지 『아세아 시론』 편집자 나가사키 무를 소개받아 흑룡회 본부를 방문하고 더 올라가 현양사 총수 도야마 미쓰루의 문을 두드리게 된다.:15

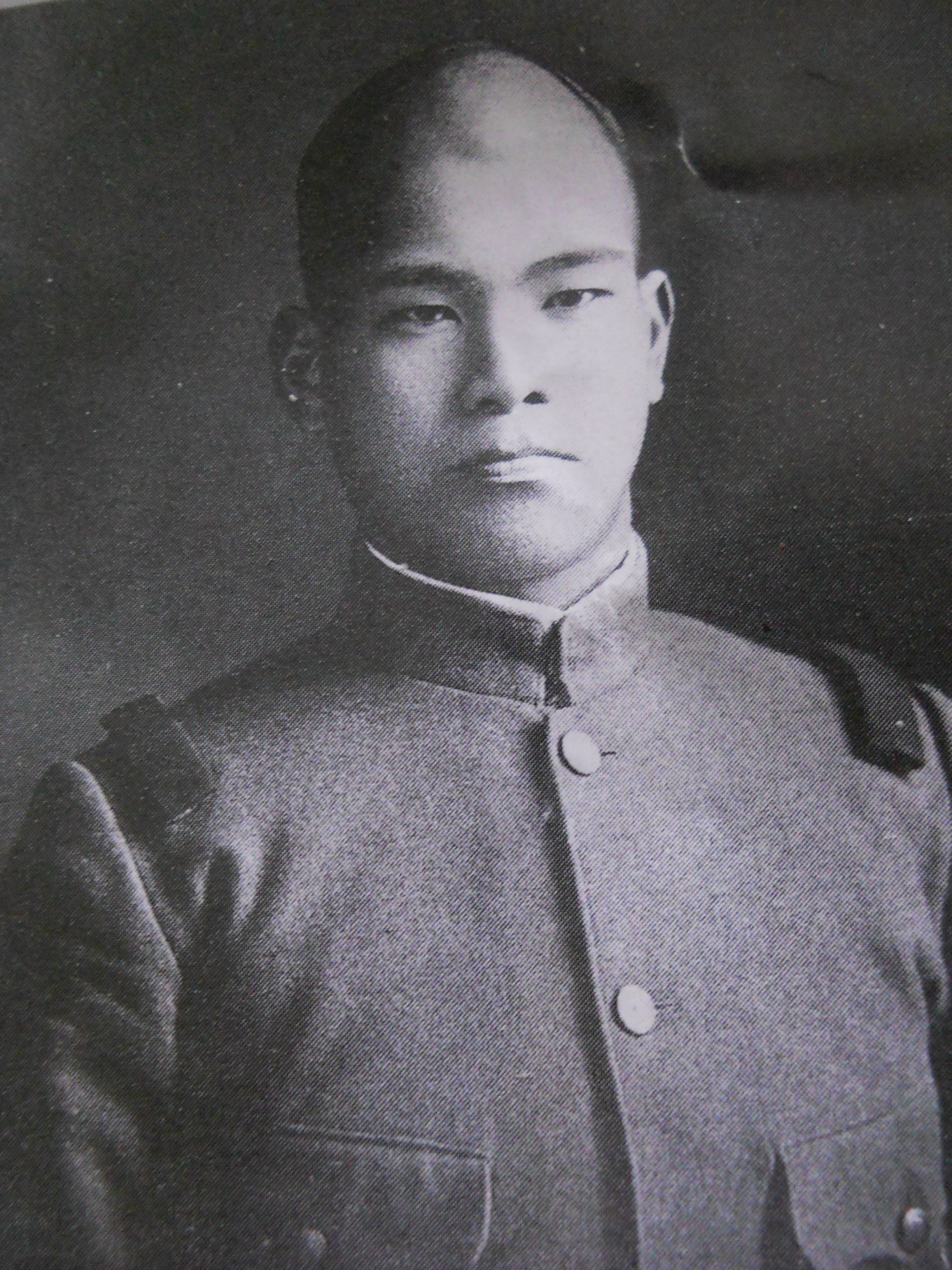
육군중앙유년학교 생도 시절의 니시다.

1920년(다이쇼 9년) 3월 육군중앙유년학교를 250명 중 12등으로 졸업. 조선행을 지원하고 4월에 생도로서 조선나남기병제27연대에 배속된다. 한편 일련의 『입정안국론』을 읽는다.:15 동년 10월 육사 입학. 육사 동기가 지치부노미야 야스히토 친왕이었다. 한편 제국대학 교수이자 해군 군인인 가노코기 가즈노부의 소개로 인도 독립운동가 라시 비하리 보스를 알게 된다. 1921년(다이쇼 10년) 9월 "청년아시아동맹"을 결성하고 나가사키에게 도움을 청한다. 1922년(다이쇼 11년) 4월 미야모토, 가타야마와 함께 유존사를 찾아갔다가 기타 잇키와 회견한다. 동년 5월 귀향하여 『산인일일신문』에 「순정 일본의 건설」을 발표한다.:16 6월에는 기타의 『일본개조법안대강』과 아사히 헤이고의 「참간상」을 교내에서 인쇄 배포한다. 7월 육사 34기 기병과 30명 중 12번으로 졸업하고 10월 정팔위 기병소위로 임관한다.:17
1924년(다이쇼 13년) 2월 부친이 죽고 2월에 니시다가의 가독을 상속한다. 6월 히로시마로 전임을 명받고, 비슷한 시기 오카와 슈메이, 야스오카 마사히로와 교제를 시작한다.:18 1925년(다이쇼 14년) 5월 늑막염을 이유로 군에서 잘려 예비역이 된다.:19 9월에 요나고정 정의회 의원선거가 실시되자 "정정혁신총연맹(町政革新総同盟)"을 결성. 선거 결과 여덟 명을 당선시킨다. 1928년(쇼와 3년)부터 민간 우익과의 접촉을 심화해 나갔다. 1929년(쇼와 4년) 3월 부전조약어탁준진청반대동맹, 국민전선사(国民戦線社)에 참여하고 5월에는 신슈국민당을 결성했다가 11월 해산하고 일본국민당을 결성, 통제위원장이 된다.
1932년 1월 중의원 선거에서 돗토리시 출신의 유타니 요시하루를 응원했다. 같은 해 2월 혈맹단 사건이 일어난다. 혈맹단 측에서 재야 우익과 육군의 연결고리인 니시다에게 참여를 타진했으나 기타가 만류하여 니시다는 고사한다. 이에 니시다를 배신자로 간주한 혈맹단 잔당은 5월 15일 니시다를 총격한다(5·15 사건). 과다출혈로 빈사의 중상을 입는다.:29 기타는 니시다를 간호하면서 니시다가 거느린 청년장교들을 비로소 만나게 되었다. 청년장교들은 니시다를 간호하는 기타의 헌신에 감동하여 니시다와의 연계를 더욱 공고히 해갔다.:33
1935년(쇼와 10년) 12월 아이자와 사건을 일으킨 청년장교 아이자와 사부로의 공판을 지원했다.:29 니시다는 국체명징과 숙군과 유신은 삼위일체임을 강조하고, 아이자와 중좌의 일거는 육군 내부의 독충을 주살한 쾌거라고 주장했다.:31 아이자와는 암살을 저지르기 전날 센다가야의 니시다 저택에 묵었다.
1936년(쇼와 11년) 2월, 2·26 사건이 터지기 직전에야 이소베 아사이치 등의 궐기 의사를 아내를 통해서 듣고 “지금까지는 반대했지만 이제 그만두고 묵인하겠다”고 발언한다. 쿠데타가 실패로 돌아가자 내뺐으나 3월 쓰노다 다케오 남작 저택에서 체포되었다.:34 기타, 이소베 등과 함께 재판을 받고 1년 뒤인 1937년(쇼와 12년) 8월 19일 십자가 총살형에 처해진다. 향년 36세. 기타의 "국민의 천황론"을 따랐던 니시다는 쇼와 천황이 청년장교들의 궐기에 분노했다는 소식을 듣고 비통한 절망감에 사로잡혀서 면회간 누이에게 “나는 죽을 때 천황폐하 만세를 외치지 않고 조용히 죽을래”라는 유언을 남겼다.:36 같은 날 처형당한 기타, 이소베 모두 천황만세를 부르지 않았다.